# Anagabriela Espinoza
Anagabriela Espinoza Marroquín (Monterrey, Nuevo León, 18 de abril de 1988) es una belleza mexicana, que en 2009 ganó el desfile Miss International el 28 de noviembre de 2009 en Chengdu, Sichuan, China.
A los diecinueve años, Anagabriela Espinoza compitió contra otras treinta y tres concursantes en el concurso Nuestra Belleza México 2007 celebrado en  Manzanillo, Colima el 5 de octubre. Obtuvo el segundo lugar y el derecho a competir en el certamen internacional de Miss Mundo 2008 celebrado en Johannesburgo, Anagabriela Espinoza emprende el viaje a Sudáfrica y gana el evento de Miss World Beach Beauty, que le dio automáticamente un lugar en la semifinal, celebrada el 13 de diciembre.
Un año más tarde, Anagabriela Espinoza fue elegida para representar a México en el Miss Internacional 2009. Ella se convirtió en la segunda delegada mexicana en ganar ese título, sólo dos años después de Priscila Perales, en 2007.
Para el 2011, ejerce la profesión de conductora y más tarde periodista para Televisa. Actualmente conduce MVS Noticias Monterrey.